# Acie Earl
Pour les articles homonymes, voir Earl.
Acie Earl, né le 23 juin 1970 à Peoria dans l'Illinois, est un joueur et entraîneur américain de basket-ball. Il évoluait aux postes d'ailier fort et de pivot.